# Geoffrey Soupe
Geoffrey Soupe, né le 22 mars 1988 à Viriat dans l'Ain, est un coureur cycliste français, membre de TotalEnergies. En 2010, il devient champion de France sur route espoirs et vice-champion d'Europe du contre-la-montre espoirs.

## Biographie

### Débuts
Geoffrey Soupe, originaire d'Attignat dans le département de l'Ain, s'initie au cyclisme à l'École de cyclisme de Bourg-en-Bresse. Lors de ses années cadets, Geoffrey Soupe apprend le cyclisme sur route et le cyclo-cross. En 2003, pour sa première année dans la catégorie, il termine second du championnat de l'Ain et treizième du championnat du Lyonnais. Ses résultats lui valent les premières sélections avec le comité de l'Ain pour participer aux manches des Championnats inter-régionaux cadets. Cette année, il participe et remporte le Mozaïc Tour de l'Ain, une épreuve ouverte aux cadets en parallèle à la course professionnelle du même nom. Lors de la saison de cyclo-cross et pour commencer sa seconde année cadet, il participe aux manches nationales de cyclo-cross, termine second du Championnat Rhône-Alpes et douzième des Championnats de France. Lors de la saison sur route, il est une nouvelle fois sélectionné pour participer aux Championnats inter-régionaux puis aux Championnats de France de l'Avenir sur route où il termine 45e.
En 2005, pour son passage dans la catégorie junior, il intègre le Vélo Club Bressan puis le VC Lyon-Vaulx-en-Velin en 2007.

### Vers la professionnalisation
En 2007, Geoffrey Soupe entre dans la catégorie espoir et s'engage avec le VC Lyon-Vaulx-en-Velin. En 2008, il remporte chez les amateurs une étape du Tour du Beaujolais ainsi que le classement général du Tour du Béarn. 
En 2009, il signe avec le CC Étupes, termine deuxième des Boucles de la Marne et prend la huitième place du championnat d'Europe du contre-la-montre espoirs. Il dispute les championnats de France espoirs avec l'équipe de Franche-Comté et remporte deux médailles. Lors de l'épreuve en ligne, il est battu au sprint par Alexandre Lemair. En octobre, il prend la cinquième place du Chrono des Herbiers espoirs.

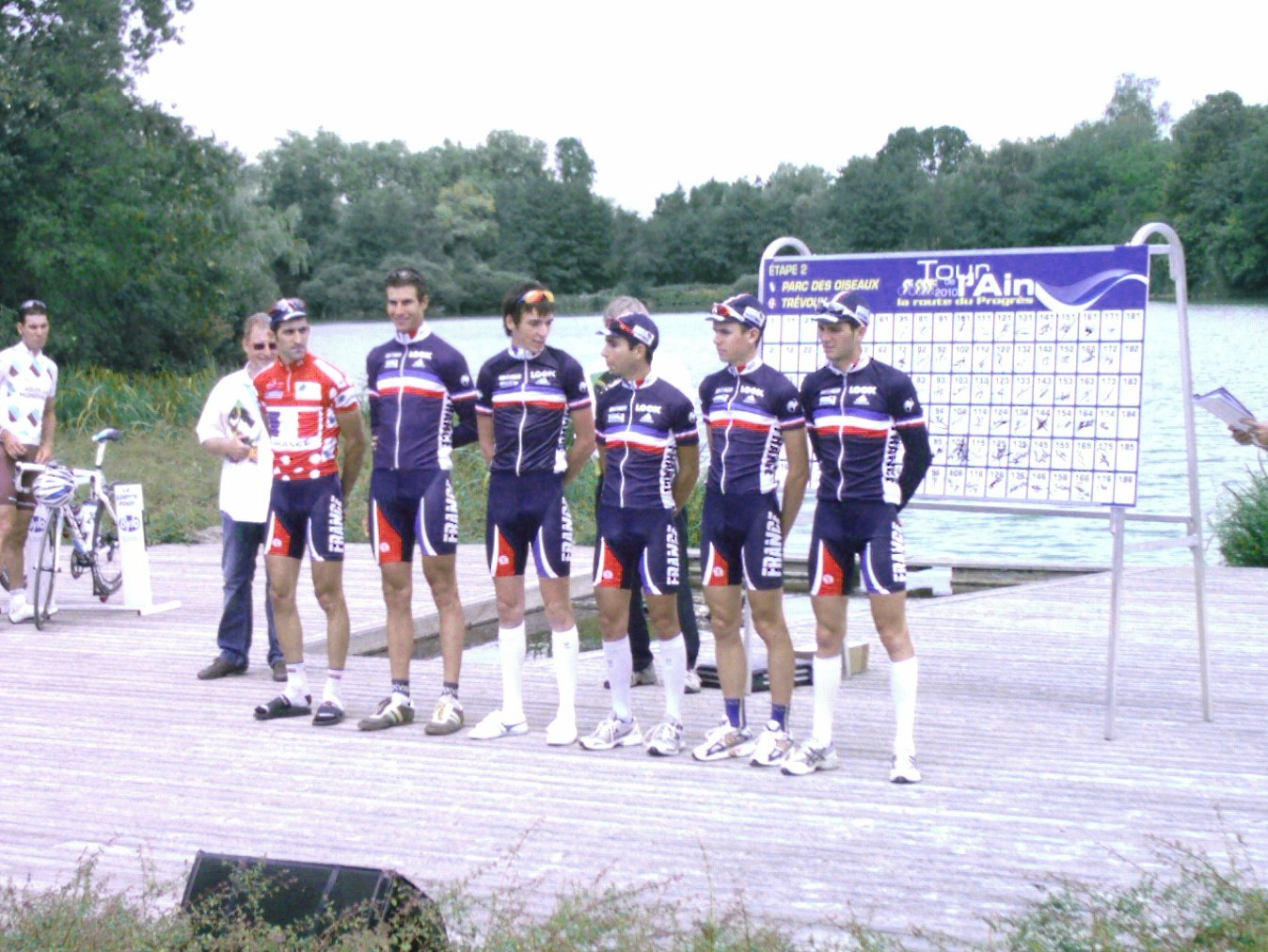
Geoffrey Soupe à gauche porteur du maillot de meilleur grimpeur au Tour de l'Ain 2010.

Le 26 juin 2010, il prend la quatrième place du championnat de France amateurs. En juillet 2010, il termine vice-champion d'Europe du contre-la-montre espoirs. Il est battu de 14 secondes par le Britannique Alex Dowsett. Il se positionne en favori pour le titre de champion de France du contre-la-montre espoirs, mais il termine seulement sixième et Bernard Bourreau, le sélectionneur de l'équipe de France espoir, justifie ce résultat par un « manque de fraîcheur après le Tour de l'Ain pendant lequel il a été sollicité dans tous les sens » avec notamment le port du maillot de meilleur grimpeur durant deux étapes. Il remporte le dimanche 22 août le titre en ligne espoirs, grâce à une attaque dans les derniers kilomètres. Il fait ensuite partie pour la deuxième fois consécutive de l'équipe de France A lors du Tour de l'Avenir aux côtés d'Arnaud Courteille notamment, son futur coéquipier à la FDJ. À la fin de la saison 2010, il est sélectionné par Bernard Bourreau pour participer au championnat du monde dans la catégorie espoirs — réservée au moins de 23 ans — à Melbourne, en Australie. Il prend la dixième place de l'épreuve du contre-la-montre et la 86e de la course en ligne.

### Premières années comme professionnel à la FDJ (2011-2014)
Lors du championnat de France de l'Avenir 2010, Geoffrey Soupe signe un contrat professionnel avec l'équipe FDJ. Il fait ses débuts professionnels lors de la Tropicale Amissa Bongo au Gabon où il remporte d'emblée sa première course lors de la première étape. Il gagne également à la fin du mois de juillet la première étape du Tour Alsace.
En 2012, il participe à son premier grand tour à l'occasion du Tour d'Italie. Il termine troisième de la 2e étape remportée au sprint par Mark Cavendish et dixième de la 11e étape remportée par Roberto Ferrari.
Initialement sprinteur, Soupe se spécialise dans le rôle de « poisson-pilote », notamment au profit de son coéquipier Nacer Bouhanni.
Présélectionné pour la course en ligne des championnats du monde 2014, il figure dans la sélection finale et accompagne Bouhanni.

### Cofidis (2015-2019)

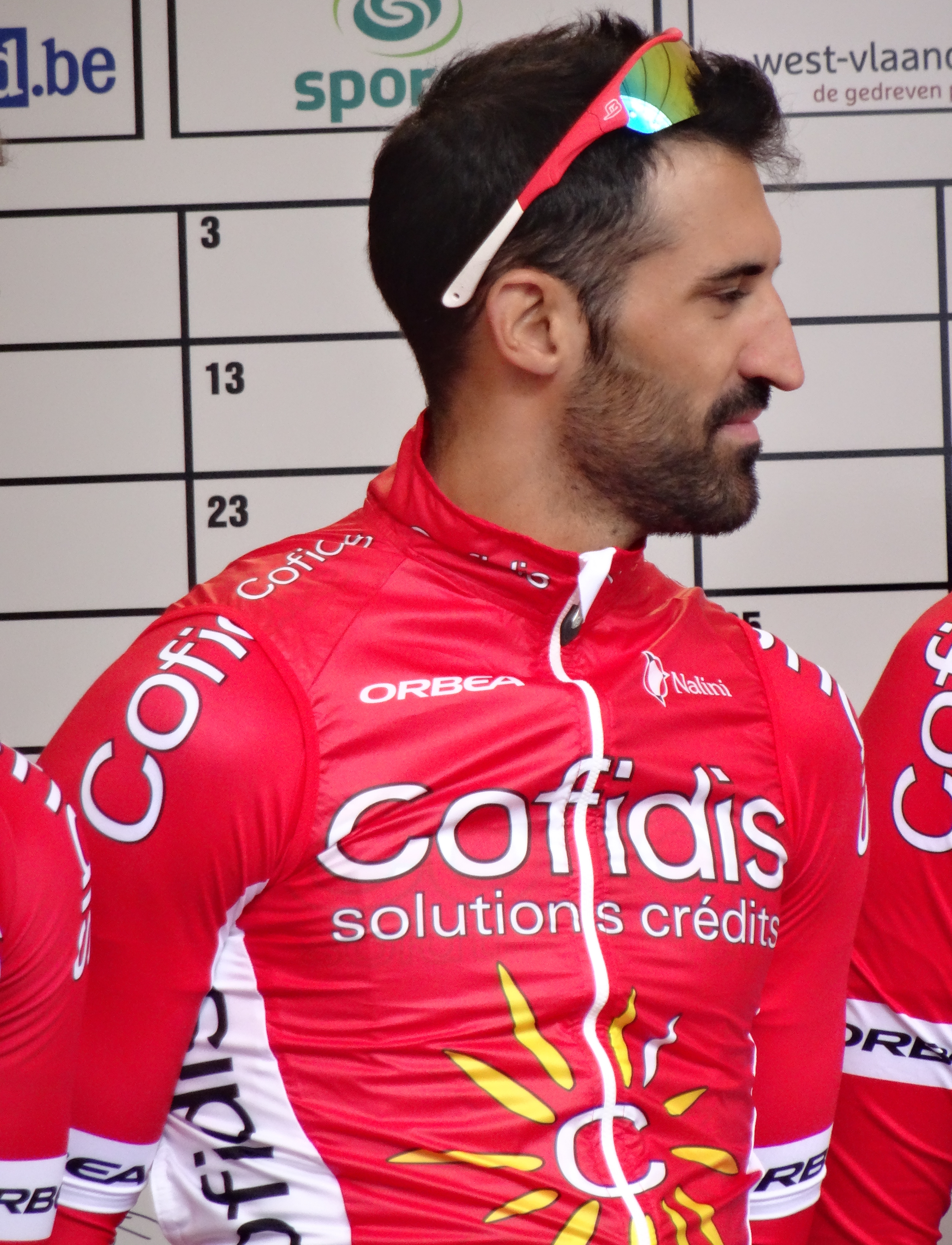
Geoffrey Soupe lors du départ de Kuurne-Bruxelles-Kuurne 2015.

Le 1er août 2014, Cofidis annonce la venue en 2015 de Geoffrey Soupe au sein de son équipe. Il y accompagne son chef de file pour les sprints, Nacer Bouhanni dans l'optique d'être son poisson-pilote, comme dans la période FDJ.fr,.
Soupe est sélectionné pour la course en ligne des championnats du monde 2016 disputés au Qatar. Il y accompagne son chef de file de Cofidis Bouhanni.
En juillet 2017, son contrat dans l'équipe Cofidis est étendu de deux ans.
En août 2019, il termine dix-septième de la Polynormande.
En 2020, il rejoint Total Direct Énergie.

### TotalEnergies (2020-)
En janvier 2023, il remporte à l'occasion de la 1re étape de la Tropicale Amissa Bongo sa première victoire depuis 2011 lors d'un sprint où il devance le Belge Louis Blouwe (Bingoal WB) et l'Espagnol Antonio Angulo (Burgos-BH). Il s'empare à cette occasion du maillot jaune de leader.  Il remporte le 1er septembre 2023, à trente-cinq ans, sa première victoire en UCI World Tour, en surprenant les sprinteurs lors de la 7e étape du Tour d'Espagne à Oliva.

## Relations au sein du peloton
Poisson-pilote de Nacer Bouhanni au sein de ses équipes successives, Geoffrey Soupe est également un ami et camarade d'entraînement de celui-ci, tout comme de Steve Chainel.

## Palmarès et classements mondiaux

### Palmarès
- 2008
  - 1re étape du Tour du Beaujolais
  - Classement général du Tour du Béarn
- 2009
  - Grand Prix Coanus
  - Grand Prix du Faucigny
  - 2e des Boucles de la Marne
  - 2e du championnat de France sur route espoirs
  - 3e du championnat de France du contre-la-montre espoirs
  - 8e du championnat d'Europe du contre-la-montre espoirs
- 2010
  -  Champion de France sur route espoirs[28]
  -  Médaillé d'argent au championnat d'Europe du contre-la-montre espoirs
  - 10e du championnat du monde du contre-la-montre espoirs
- 2011
  - 1re étape de la Tropicale Amissa Bongo
  - 1re étape du Tour Alsace
- 2023
  - Tropicale Amissa Bongo :
    - Classement général
    - 1re étape

  - 7e étape du Tour d'Espagne

### Résultats sur les grands tours

#### Tour de France
3 participations
- 2015 : 123e
- 2016 : 142e
- 2020 : 123e

#### Tour d'Italie
1 participation
- 2012 : 76e

#### Tour d'Espagne
4 participations
- 2013 : abandon (12e étape)
- 2014 : 94e
- 2015 : non-partant (14e étape)
- 2023 : 101e, vainqueur de la 7e étape

### Classements mondiaux
| Année                                 | 2010 | 2011 | 2012 | 2013 | 2014 | 2015 | 2016  | 2017  | 2018  | 2019  | 2020 | 2021  | 2022  | 2023 | 2024  |
| ------------------------------------- | ---- | ---- | ---- | ---- | ---- | ---- | ----- | ----- | ----- | ----- | ---- | ----- | ----- | ---- | ----- |
| UCI World Tour                        |      |      | 197e | 225e | nc   |      | nc    | nc    | nc    |       |      |       |       |      |       |
| Classement mondial                    |      |      |      |      |      |      | 1682e | 1134e | 2325e | 1223e | 857e | 1988e | 2217e | 221e | 3061e |
| UCI Europe Tour                       | 777e | 595e |      |      |      | nc   | 1522e | 780e  | 1561e | 850e  | 680e | 1346e | 1395e | 181e | nc    |
| UCI Africa Tour                       | nc   | 23e  |      |      |      | nc   | nc    | nc    | nc    |       |      |       |       |      |       |
|                                       |      |      |      |      |      |      |       |       |       |       |      |       |       |      |       |
| Légende : nc = non classéSource : UCI |      |      |      |      |      |      |       |       |       |       |      |       |       |      |       |